# Hans Perk
Hans Perk (født 31. december 1961, Amsterdam) er en dansk-hollandsk animator, instruktør og klipper. Han var med til at etableret A. Film i 1988. Han har arbejdet som animator, klipper og konsulent på en lang række danske animationsfilm heriblandt Valhalla, Jungledyret, Jungledyret Hugo 2 - den store filmhelt, Jungledyret Hugo 3 - fræk, flabet og fri, Det Magiske Sværd - Jagten På Camelot, Hjælp! Jeg er en fisk, Rejsen til Saturn, Asterix og vikingerne, Terkel i knibe og Ternet Ninja samt tegneserien Der var engang.... Han instruerede, klippede og led storyboardteamet på den hollandske stop-motionfilm Nijntje de film (2013).
Perk redigerede den hollandske animations kortfilm Anna & Bella fra 1984, der modtog en Oscar for bedste korte animationsfilm i 1985. Filmen var instrueret af Børge Ring, og de to havde et samarbejde i mange år.
Han læste kunsthistorie i omkring et år på Universiteit van Amsterdam i 1979.
Han har boet i Danmark siden 1984, efter Jakob Stegelmann og Jeff Varab havde spurgt om han ville komme til København og arbejde på Valhalla..
Flyttede til Californien i 2019 for at gifte sig, og bor nu der sammen med sin kone. Han har fortsat arbejdet for A. Film Production i Danmark via internettet.

## Filmografi

### Animator
- Heavy Metal (1981)
- Walter og Carlo i Amerika (1989)
- Fuglekrigen i Kanøfleskoven (1990)

### Redigering
- Anna & Bella (redigering)

### Klip
- Historien om en snor (2013)
- Olsen-banden på dybt vand (2013)
- Albert (2015)
- Den utrolige historie om den kæmpestore pære (2017)
- Hodja fra Pjort (2017)

### Instruktør
- Quark and the Highway Robber (1987, kortfilm)
- Verdenshistorien 1. del: En plads på jorden (1993)
- Verdenshistorien 2. del: En plads i himlen (1994)
- Bagom Valhalla (2003, dokumentar kortfilm)
- Nijntje de film (2013)